# Розенберг, Геннадий Самуилович
Генна́дий Самуи́лович Розенбе́рг (род. 30 мая 1949, Уфа) — российский учёный, доктор биологических наук, профессор, член-корреспондент Российской академии наук. Директор Института экологии Волжского бассейна РАН (1991—2018). Заслуженный деятель науки Российской Федерации. Лауреат премии Правительства Российской Федерации в области науки и техники.

## Биография
Дважды закончил Башкирский государственный университет (ныне Уфимский университет науки и технологий): физико-математический факультет (специалист по теории вероятностей) и биологический (специалист по экологии и ботанике). После окончания два года (1971—1973) проходил срочную службу в Советской Армии, был командиром мотострелкового взвода в г. Комсомольск-на-Амуре.
Карьеру начал инженером, вскоре стал заведующим лабораторией геоботаники при Институте биологии Башкирского филиала академии наук.
В 1987 году переехал в Тольятти, где работал в Институте экологии Волжского бассейна РАН главным научным сотрудником, возглавил лабораторию. В 1990—1992 был членом директората института, а с декабря 1991 года стал его директором. В январе 2018 года оставил должность директора
Женат, есть дочь.

## Научная деятельность
Первая научная работа авторства Геннадия Самуиловича появилась ещё в студенческие годы. В 1969 году им была опубликована работа по технической кибернетике: «Анализ одной процедуры создания сообщений». За годы службы в армии он также не оставлял научной деятельности, в этот период им было опубликовано несколько научных статей.
В 1977 году в Московском государственном университете Розенберг защитил кандидатскую диссертацию. В 1984 году в Тартуском государственном университете — докторскую диссертацию по биологическим наукам. В 1996 году присвоено учёное звание профессора.
26 мая 2000 года он избран членом-корреспондентом РАН.
В институте экологии заведует лабораторией моделирования и управления экосистемами.
Г. С. Розенберг — специалист в области общей экологии и фитоценологии. В этой области он получил ряд фундаментальных результатов, разработал новые методы анализа структуры и динамики экосистем, экспертная система для экологического анализа крупных регионов. Им была предложена новая процедура экологического прогнозирования («модельный штурм»). Проведён комплексный экологический анализ Волжского бассейна, Самарской области и г. Тольятти. Разрабатываются критерии устойчивого развития
территорий разного масштаба.
Также Г. С. Розенберг является членом (а с 2006 года — членом бюро) Научного совета по проблемам гидробиологии и ихтиологии Отделения биологических наук РАН, членом Президиума Самарского научного центра РАН (с июня 2006 года), членом Совета РАН по работе с учёными-соотечественниками, проживающими за рубежом (с июня 2008 года), регионального научного совета по биологии Отделения биологических наук АН Республики Башкортостан.
В течение нескольких лет Розенберг возглавлял разделы Государственных научно-технических программ «Экологическая безопасность России» и «Биологическое разнообразие»,
Во время членства в экологическом экспертном совете Госкомприроды СССР он активно участвовал в доказательстве экологической необоснованности проектов Башкирского (на р. Белой) и Крапивинского (на р. Томи) водохранилищ, принимал участие в других экологических экспертизах.
Также Розенберг являлся и является членом многих других общественных, государственных и межгосударственных комиссий, комитетов и советов.

### Конференции

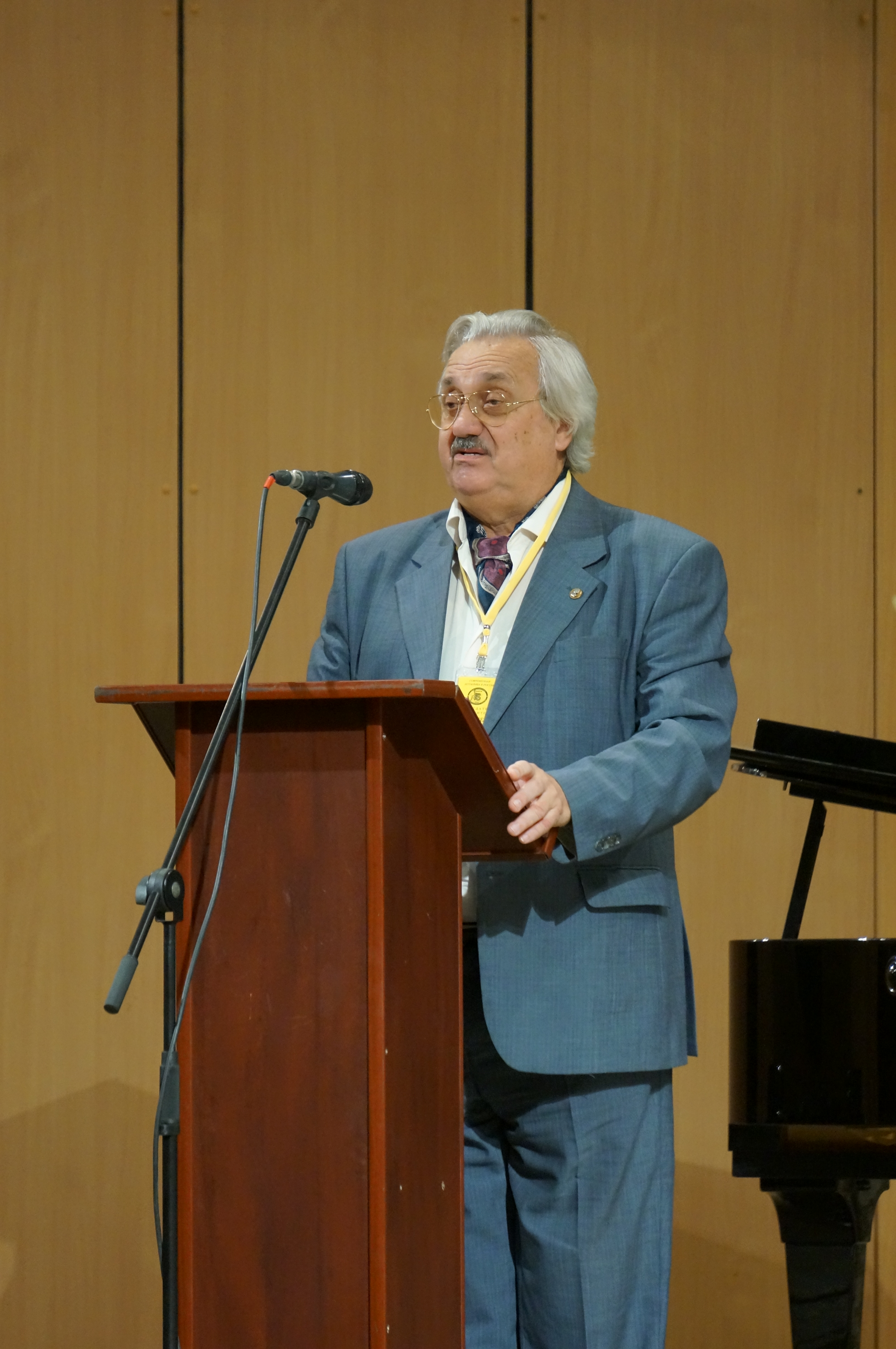
Выступление на XIII съезде Русского ботанического общества

Под руководством Г. С. Розенберга были организованы и проведены несколько международных научных конференций, в том числе «Теоретические проблемы экологии и эволюции» (1990, 1995, 2000, 2005 гг.), «Экологическая оптимизация урбанизированной и рекреационной среды» (1991 г.), «Экологические проблемы бассейнов крупных рек» (1993, 1998, 2003, 2008 гг.), «Экологическое образование в целях устойчивого развития» (1996, 2007 гг.), «Природное наследие России: изучение, мониторинг, охрана» (2004, 2008 гг.), IX-й съезд Гидробиологического общества при РАН (2006 г.) и других.

## Педагогическая деятельность
Помимо научной Геннадий Розенберг занимается и преподавательской деятельностью: читает лекции в Самарском государственном университете, Самарском государственном экономическом университете и Тольяттинском государственном университете, заведует кафедрой инженерной экологии и биотехнологии в Волжском университете имени В. Н. Татищева, руководит аспирантурой и докторантурой.
Под его руководством и при его консультации защищено 5 докторских и 22 кандидатских диссертаций. Он также председатель диссертационного совета по присуждению степени доктора биологических наук по специальности «03.00.16 — экология» при ИЭВБ РАН, а также членом аналогичного совета при Нижегородском университете.
С 2001 года он также является членом экспертного совета по биологическим наукам ВАК.
Является приглашённым профессором (visiting professor) в Нижневартовском государственном педагогическом институте, Мордовском государственном университете им. Н. П. Огарева и Астраханском государственном педагогическом университете.

## Редакторская деятельность
Г. С. Розенберг является членом редколлегий журналов:
- «Известия Уфимского научного центра РАН»
- «Известия Самарского научного центра РАН»
- «Поволжский экологический журнал» (г. Саратов)
- «Аграрная Россия» (г. Москва)
- «Общая и прикладная ценология» (г. Москва),
- «Биосфера» (г. Санкт-Петербург),
- «Известия Саратовского университета. Новая серия. Серия Химия, Биология, Экология»
- «Экологический вестник Югории» (гг. Сургут и Ханты-Мансийск)
- Бюллетеня «Самарская Лука» (г. Тольятти),
- серии международных сборников «Ecological Studies, Hazards, Solutions» (г. Москва) и «Фиторазнообразие Восточной Европы» (ИЭВБ РАН, г. Тольятти),

а также членом общественного координационного совета региональной экологической газеты «Живая вода» (г. Самара).

## Награды и премии
Геннадий Розенберг — лауреат Государственной научной стипендии Президента РФ за 1994—1996 и 1997—1999 годы.
Указом Президента РФ от 21 июня 2000 г. Г. С. Розенбергу присвоено почётное звание «Заслуженный деятель науки Российской Федерации».
За цикл работ по экологическому образованию он был отмечен Самарской губернской премией в области науки и техники за 2004 г.
В 2005 году Министерством природных ресурсов РФ награждён почётной медалью «За достижения по охране окружающей среды»
В 2006 году Г. С. Розенберг был выбран Почётным профессором Самарского государственного университета.
В 2007 году он был удостоен премии им. И. И. Спрыгина, присуждаемой Жигулевским государственным природным заповедником в номинации «Охрана биологического разнообразия».
В 2008 году он стал лауреатом Конкурса на лучшую научную книгу 2007 г. среди преподавателей высших учебных заведений и научных сотрудников научно-исследовательских учреждений в номинации «Экология окружающей среды и человека» (г. Сочи)
В 2009 году Геннадий Самуилович стал лауреатом Премии Губернатора Самарской области за выдающиеся результаты в решении медико-биологических проблем.
Премия Правительства Российской Федерации в области науки и техники (2010).